# E-номер

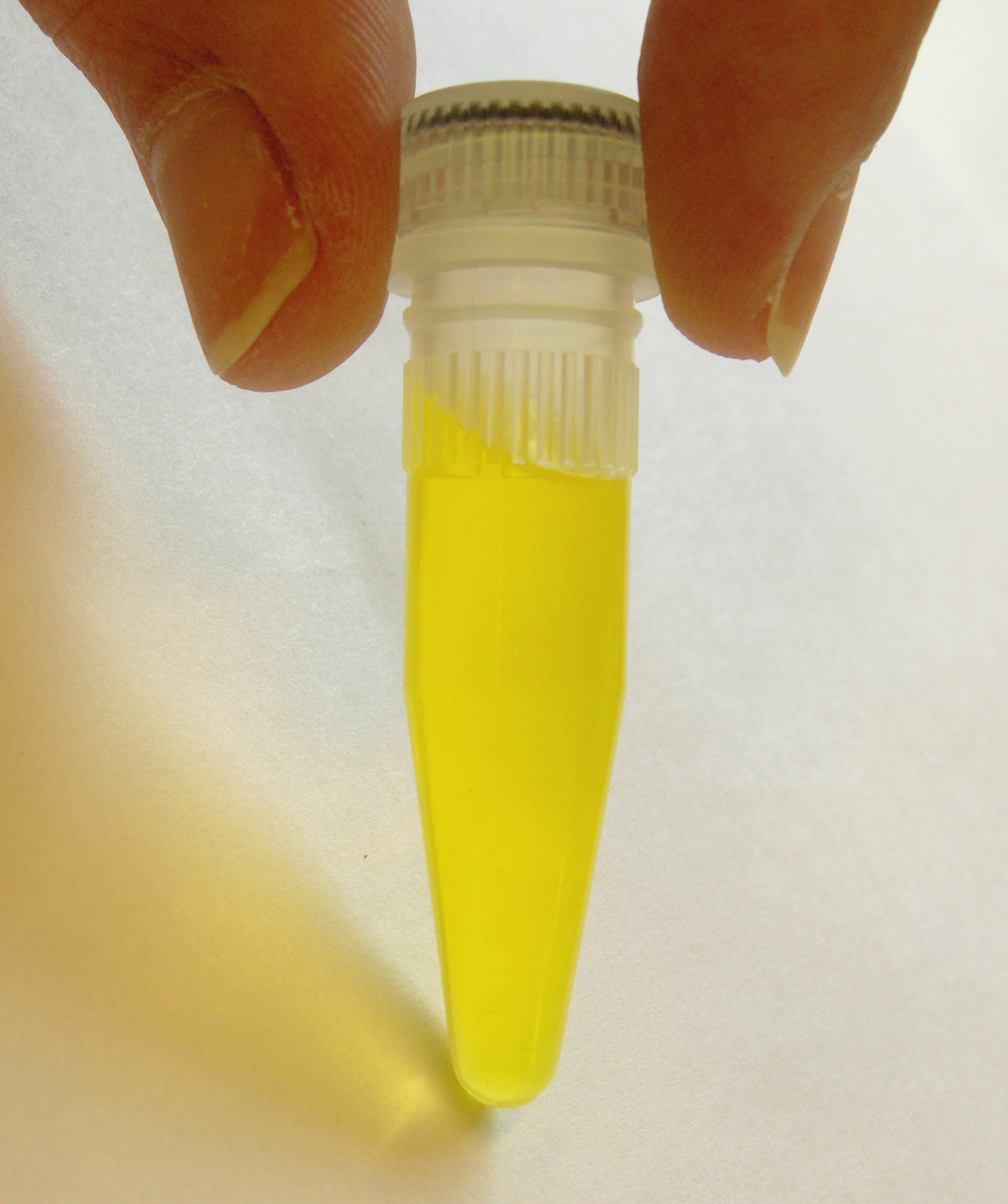
E101 — рибофлавін (також відомий як вітамін В2)

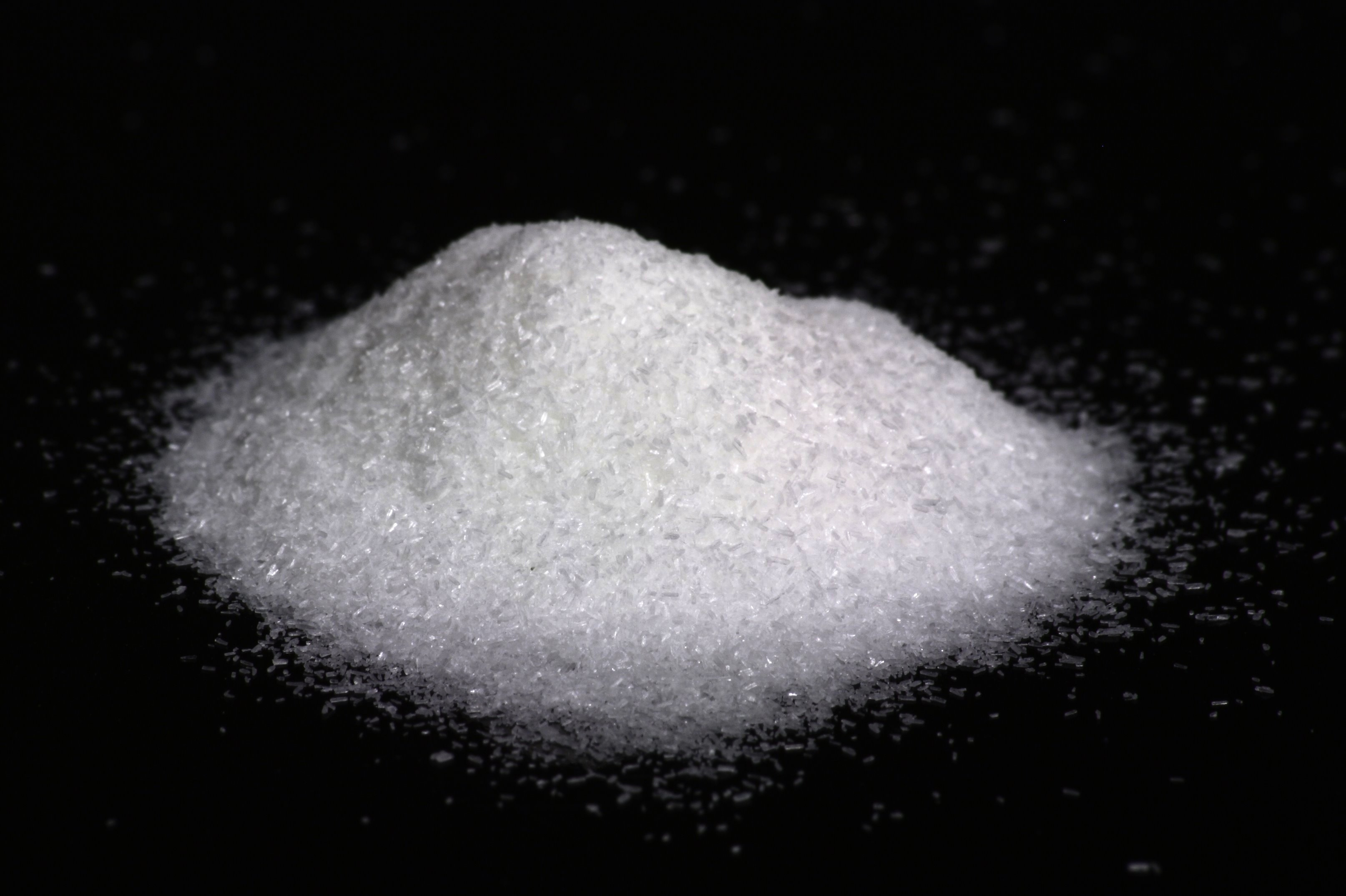
Кристали глутамата натрію (E621) — підсилювач смаку та аромату

Е-номери (E-числа) є кодами харчових добавок в продуктах харчування, які були засновані для використання в Європейському Союзі («E» позначає приставку «Європа»). Е-числа — це найпоширеніші харчові добавки. Вони зазвичай знаходяться на етикетках харчових продуктів в країнах Європейського Союзу. Оцінка безпеки та затвердження є обов'язком Європейського органу з безпеки харчових продуктів. E-номери зустрічаються також на маркуванні продуктів харчування в інших країнах, у тому числі в Раді співробітництва арабських держав Перської затоки, Австралії, Нової Зеландії і Ізраїлю. Вони все частіше, хоча і рідко, можуть бути знайдені на північноамериканській упаковці, особливо в Канаді на імпортованих європейських товарах.

### Класифікація за числовим рядом
Добавки нумеруються залежно від тієї функції, яку вони виконують. Серії «E» від 100 до 199 — це барвники, від 200 до 299 — консерванти, від 300 до 399 — антиокислювачі, далі йдуть загущувачі, Емульгатори, піногасники, підсилювачі смаку й аромату. Така класифікація є умовною, оскільки ті самі речовини можуть бути, скажімо, і консервантами, і антиокислювачами одночасно (наприклад, сульфіт натрію E221).
- E100—199 Барвники. Підсилюють чи відновлюють колір продукту.
- E200—299 Консерванти, антиокислювачі. Підвищують термін збереження продуктів, захищають їх від мікробів, грибків, бактеріофагів, а також хімічно стерилізують добавки при дозріванні вин, дезинфеканти.
- E300—399 Антиоксиданти і регулятори кислотності. Захищають від окислення, наприклад від згіркнення жирів і зміни кольору.
- E400—499 Загусники, стабілізатори консистенції та емульгатори. Стабілізатори — зберігають задану консистенцію. Загущувачі підвищують в'язкість.
- E500—599 Емульгатори. Створюють однорідну суміш продуктів, що не змішуються (створюють однорідну суміш із фаз), наприклад води й олії.
- E600—699 Підсилювачі смаку й аромату.
- E700—E799 Антибіотики.
- E900—999 Піногасники. Запобігають утворенню піни чи знижують її рівень.
- E1000—E1599 (додаткові хімічні речовини)

Багато харчових добавок — природного походження. Наприклад, E330 — лимонна кислота — є у всіх цитрусових. У томатах міститься E160а — каротин, E101 — вітамін В2 рибофлавін. З морських водоростей виділяють E400 — альгінат натрію.
| Діапазон Е чисел                                                         | Піддіапазон | Опис                                                                     |
| ------------------------------------------------------------------------ | ----------- | ------------------------------------------------------------------------ |
| 100-199 (повний список) Харчові барвники                                 | 100-109     | Жовті (yellows)                                                          |
| 100-199 (повний список) Харчові барвники                                 | 110-119     | Помаранчевий (orange)                                                    |
| 100-199 (повний список) Харчові барвники                                 | 120-129     | Червоні (reds)                                                           |
| 100-199 (повний список) Харчові барвники                                 | 130-139     | Блакитні і фіолетові (blues & violets)                                   |
| 100-199 (повний список) Харчові барвники                                 | 140-149     | Зелені (greens)                                                          |
| 100-199 (повний список) Харчові барвники                                 | 150-159     | Коричневі та чорні (browns & blacks)                                     |
| 100-199 (повний список) Харчові барвники                                 | 160-199     | Золоті та інші                                                           |
| 200-299 (повний список) Консерванти, антиокислювачі                      | 200-209     | Сорбати (солі сорбінової кислоти)                                        |
| 200-299 (повний список) Консерванти, антиокислювачі                      | 210-219     | Бензоати (солі бензойної кислоти)                                        |
| 200-299 (повний список) Консерванти, антиокислювачі                      | 220-229     | Сульфіти                                                                 |
| 200-299 (повний список) Консерванти, антиокислювачі                      | 230-239     | Феноли і форміати (солі мурашиної кислоти)                               |
| 200-299 (повний список) Консерванти, антиокислювачі                      | 240-259     | Нітрати                                                                  |
| 200-299 (повний список) Консерванти, антиокислювачі                      | 260-269     | Ацетати                                                                  |
| 200-299 (повний список) Консерванти, антиокислювачі                      | 270-279     | Лактати (солі молочної кислоти)                                          |
| 200-299 (повний список) Консерванти, антиокислювачі                      | 280-289     | Пропіонати (солі пропіонової кислоти)                                    |
| 200-299 (повний список) Консерванти, антиокислювачі                      | 290-299     | Інші                                                                     |
| 300-399 (повний список) Антиоксиданти і регулятори кислотності           | 300-305     | Аскорбати (Вітамін C)                                                    |
| 300-399 (повний список) Антиоксиданти і регулятори кислотності           | 306-309     | Токоферол (Вітамін E)                                                    |
| 300-399 (повний список) Антиоксиданти і регулятори кислотності           | 310-319     | Галати та ериторбати (солі галової та ериторбової кислот)                |
| 300-399 (повний список) Антиоксиданти і регулятори кислотності           | 320-329     | Лактати (солі молочної кислоти)                                          |
| 300-399 (повний список) Антиоксиданти і регулятори кислотності           | 330-339     | Цитрати і тартрати (солі лимонної та винної кислот)                      |
| 300-399 (повний список) Антиоксиданти і регулятори кислотності           | 340-349     | Фосфати                                                                  |
| 300-399 (повний список) Антиоксиданти і регулятори кислотності           | 350-359     | Малати і адипінати (солі яблучної та адипінової кислот)                  |
| 300-399 (повний список) Антиоксиданти і регулятори кислотності           | 360-369     | Сукцинати і фумарати (солі бурштинової та фумарової кислот)              |
| 300-399 (повний список) Антиоксиданти і регулятори кислотності           | 370-399     | Інші                                                                     |
| 400-499 (повний список) Загусники, стабілізатори та Емульгатори          | 400-409     | Альгінати (солі альгінової кислоти)                                      |
| 400-499 (повний список) Загусники, стабілізатори та Емульгатори          | 410-419     | Природні камеді                                                          |
| 400-499 (повний список) Загусники, стабілізатори та Емульгатори          | 420-429     | Інші природні агенти                                                     |
| 400-499 (повний список) Загусники, стабілізатори та Емульгатори          | 430-439     | Поліетиленглікольні сполуки                                              |
| 400-499 (повний список) Загусники, стабілізатори та Емульгатори          | 440-449     | Природні емульсії                                                        |
| 400-499 (повний список) Загусники, стабілізатори та Емульгатори          | 450-459     | Фосфати                                                                  |
| 400-499 (повний список) Загусники, стабілізатори та Емульгатори          | 460-469     | Целюлозні сполуки                                                        |
| 400-499 (повний список) Загусники, стабілізатори та Емульгатори          | 470-489     | Жирні кислоти і сполуки                                                  |
| 400-499 (повний список) Загусники, стабілізатори та Емульгатори          | 490-499     | Інші                                                                     |
| 500-599 (повний список) pH Регулятори та агенти, що запобігають злипанню | 500-509     | Мінеральні кислоти (неорганічні кислоти) і основи                        |
| 500-599 (повний список) pH Регулятори та агенти, що запобігають злипанню | 510-519     | Хлориди і сульфати                                                       |
| 500-599 (повний список) pH Регулятори та агенти, що запобігають злипанню | 520-529     | Сульфати і гідроксиди                                                    |
| 500-599 (повний список) pH Регулятори та агенти, що запобігають злипанню | 530-549     | Лужних металів сполуки                                                   |
| 500-599 (повний список) pH Регулятори та агенти, що запобігають злипанню | 550-559     | Силікати                                                                 |
| 500-599 (повний список) pH Регулятори та агенти, що запобігають злипанню | 570-579     | Стеарати і глюконати (солі стеаринової та глюконової кислот)             |
| 500-599 (повний список) pH Регулятори та агенти, що запобігають злипанню | 580-599     | інші                                                                     |
| 600-699 (повний список) Підсилювачі смаку і аромату                      | 620-629     | Глутамати і гуанілати (солі глутамінової кислоти та гуанозинмонофосфату) |
| 600-699 (повний список) Підсилювачі смаку і аромату                      | 630-639     | Інозинати (солі інозинової кислоти)                                      |
| 600-699 (повний список) Підсилювачі смаку і аромату                      | 640-649     | Інші                                                                     |
| 700-799 (повний список) Антибіотики                                      | 700-713     |                                                                          |
| 900-999 (повний список) Різне (Miscellaneous)                            | 900-909     | Воски                                                                    |
| 900-999 (повний список) Різне (Miscellaneous)                            | 910-919     | Синтетичні глазурі (Скління агент)                                       |
| 900-999 (повний список) Різне (Miscellaneous)                            | 920-929     | Поліпшувачі тіста                                                        |
| 900-999 (повний список) Різне (Miscellaneous)                            | 930-949     | Пакувальні гази                                                          |
| 900-999 (повний список) Різне (Miscellaneous)                            | 950-969     | Замінники цукру/підсолоджувачі                                           |
| 900-999 (повний список) Різне (Miscellaneous)                            | 990-999     | Піноутворювачі                                                           |
| 1100–1599 (повний список) Додаткові хімічні речовини                     | 1100-1599   | Нові хімічні речовини, які не входять в стандартні схеми класифікації    |

Примітка: Не всі приклади класів потрапляють в даний числовий ряд. Більш того, багато хімічних речовин, зокрема, в E400-499 діапазоні, мають різні цілі.

## Повний список
Цей список не обмежується Е-номерами адитивів, а також вміщує в собі інформацію про адитиви одобрені до використання лише в Україні.

### E100-E199 (барвники)
| E-код | Назва/харчова добавка | Застосування | Статус                                                                                |  |
| ----- | --- | --- | ------------------------------------------------------------------------------------- |  |
| E100  | Куркуміни. Куркумін, куркума довга Curcumins                                                                                               | Жовто-помаранчевий. Ковбаси, сосиски, паштети, кондвироби, маргарини                                                                | Схвалений в: ЄС, США., Україні                                                        |  |
| E101  | Рибофлавіни. Рибофлавін Riboflavin | Жовто-помаранчевий. За технологічною необхідністю                                                                                   | Схвалений в ЄС, США, Україні                                                          |  |
| E101a | Рибофлавіни. Рибофлавін-5'-фосфат Riboflavin                                                                                               | Жовто-помаранчевий. За технологічною необхідністю                                                                                   | Схвалений в ЄС, США, Україні                                                          |  |
| E102  | Тартразин Tartrazine | Лимонний жовтий. Безалкогольні напої, пресерви із фруктів, кондвироби, морозиво, їстівні оболонки сирів, фруктові вина              | Схвалений в ЄС, США, Україні                                                          |  |
| E104  | Хіноліновий жовтий Quinoline Yellow WS | Зеленувато-жовтий. Безалкогольні напої, пресерви із фруктів, кондвироби, морозиво, їстівні оболонки сирів, фруктові вина            | Схвалений в ЄС, Україні                                                               |  |
| E105  | Жовтий тривкий AB Fast Yellow AB | Жовтий. |                                                                                       |  |
| E106  | Рибофлавін-5-фосфат натрію Riboflavin-5-Sodium Phosphate                                                                                   | Жовтий. |                                                                                       |  |
| E107  | Жовтий 2G Yellow 2G | Жовтий. |                                                                                       |  |
| E110  | Жовтий «захід сонця», спеціальний жовтий FCF Sunset yellow FCF                                                                             | Жовто-помаранчевий. Безалкогольні напої, пресерви із фруктів, кондвироби, морозиво, їстівні оболонки сирів, фруктові вина           | Схвалений в ЄС, США, Україні                                                          |  |
| E111  | Помаранчевий GGN Orange GGN | Помаранчевий. |                                                                                       |  |
| E120  | Карміни. Кошеніль, кармінова кислота, кармін (натуральний червоний 4) Cochineal, Carminic acid, Carmine (Natural Red 4)                    | Малиновий. Безалкогольні напої, пресерви із фруктів, кондвироби, морозиво, їстівні оболонки сирів, фруктові вина                    | Схвалений в ЄС, США, Україні                                                          |  |
| E121  | Цитрусовий червоний 2 Citrus Red 2 | Темно-червоний. | Схвалений в США тільки для використання для додаткового забарвлення шкірки апельсинів |  |
| E122  | Кармазін, азорубін Carmoisine, Azorubine                                                                                                   | Червоні та бордові. Безалкогольні напої, пресерви із фруктів, кондвироби, морозиво, їстівні оболонки сирів, фруктові вина           | Схвалений в ЄС, Україні                                                               |  |
| E123  | Амарант (барвник) Amaranth (FD & C Red 2) Темно-червоний.                                                                                  | | Схвалений в ЄС                                                                        |  |
| E124  | Понсо 4R Ponceau 4R | Червоний. Безалкогольні напої, пресерви із фруктів, кондвироби, морозиво, їстівні оболонки сирів, фруктові вина                     | Схвалений в ЄС, Україні                                                               |  |
| E125  | Понсо SX, Скарлет GN Ponceau SX, Scarlet GN                                                                                                | Червоний | Заборонений як харчовий додаток.                                                      |  |
| E126  | Понсо 6R Ponceau 6R | Червоний |                                                                                       |  |
| E127  | Еритрозин (FD & C Red 3) Erythrosine (FD&C Red 3)                                                                                          | Червоний | Схвалений в ЄС                                                                        |  |
| E128  | Червоний 2G Red 2G | Червоний |                                                                                       |  |
| E129  | Спеціальний червоний AG AG Allura red AG                                                                                                   | Червоний. Безалкогольні напої, пресерви з фруктів, кондвироби, морозиво, їстівні оболонки сирів, фруктові вина                      | Схвалений в ЄС, США, Україні                                                          |  |
| E130  | Індантрон синій Indanthrene blue RS | Синій |                                                                                       |  |
| E131  | Синій патентований V Patent blue V | Темно-синій. Безалкогольні напої, пресерви з фруктів, кондвироби, морозиво, їстівні оболонки сирів, фруктові вина                   | Схвалений в ЄС, Україні                                                               |  |
| E132  | Індигокармін Indigotine | Індіго. Безалкогольні напої, пресерви з фруктів, кондвироби, морозиво, їстівні оболонки сирів, фруктові вина                        | Схвалений в ЄС, США, Україні                                                          |  |
| E133  | Діамантовий синій Brilliant blue FCF | Червоно-синій. Безалкогольні напої, пресерви з фруктів, кондвироби, морозиво, їстівні оболонки сирів, фруктові вина                 | Схвалений в ЄС, США, Україні                                                          |  |
| E140  | Хлорофіли Chlorophylls | Зелений. За технологічною необхідністю                                                                                              | Схвалений в ЄС, Україні                                                               |  |
| E141  | Мідні комплекси хлорофілів Chlorophylls copper complexes                                                                                   | Зелений. | Схвалений в ЄС, США, Україні                                                          |  |
| E142  | Зелений S Green S | Зелений. Напої та кондитерські вироби                                                                                               | Схвалений в ЄС, Україні                                                               |  |
| E143  | Fast Green FCF (FD&C Green 3) | Бірюзовий |                                                                                       |  |
| E150a | Цукровий колер I простий Caramel I-plain                                                                                                   | Коричневий. | Схвалений в ЄС, США, Україні                                                          |  |
| E150b | Цукровий колер II Caramel II — Caustic sulfite                                                                                             | Коричневий. | Схвалений в ЄС, США, Україні                                                          |  |
| E150c | Цукровий колер III Caramel III-ammonian process                                                                                            | Коричневий. | Схвалений в ЄС, США, Україні                                                          |  |
| E150d | Цукровий колер IV Caramel IV-ammonia-sulphite                                                                                              | Коричневий. | Схвалений в США, Україні                                                              |  |
| E151  | Чорний PN, Чорний блискучий BN Black PN, Brilliant Black BN                                                                                | Чорний | Схвалений в ЄС                                                                        |  |
| E152  | Вугілля, Чорний 7984 харчовий барвник Carbon black (hydro-carbon), Black 7984 food colouring                                               | Чорний | Схвалений в Україні                                                                   |  |
| E153  | Сажа, вугілля рослинне Carbon black, Vegetable carbon                                                                                      | Чорний | Схвалений в ЄС, Україні                                                               |  |
| Е154  | Коричневий FK (копченої риби коричневий) Brown FK (kipper brown)                                                                           | Коричневий | Схвалений в ЄС                                                                        |  |
| E155  | Коричневий HT (шоколадно-коричневий HT) Brown HT (chocolate brown HT)                                                                      | Коричневий | Схвалений в ЄС                                                                        |  |
| E160a | Каротини: бета-каротин синтетичний, екстракти натуральних каротинів Carotenes: Beta carotene sinthetic, Natural extracts                   | Жовто-помаранчевий до коричневого. Маргарини, вершкове масло, сири                                                                  | Схвалений в ЄС, Україні                                                               |  |
| E160b | Екстракти аннато (аннато, біксин, норбіксин) Annato extracts (Annatto, bixin, norbixin)                                                    | Помаранчевий. Маргарини, вершкове масло, кондвироби, лікери, глазурі, олії                                                          | Схвалений в ЄС, США, Україні                                                          |  |
| E160c | Олія смоли паприки: екстракт паприки, капсофуксин, капсантен Paprika oleoresins Capsanthin, capsorubin                                     | Червоний. За технологічною необхідністю                                                                                             | Схвалений в ЄС, США, Україні                                                          |  |
| E160d | Лікопен Lycopene | Яскраві до темно-червоного. Безалкогольні напої, пресерви з фруктів, кондвироби, морозиво, їстівні оболонки сирів, фруктові вина    | Схвалений в ЄС, США                                                                   |  |
| E160e | Бета-апо-8-каротинол Beta-apo-8-carotenal                                                                                                  | Оранжево-червоного до жовтого. Безалкогольні напої, пресерви з фруктів, кондвироби, морозиво, їстівні оболонки сирів, фруктові вина | Схвалений в ЄС, США, Україні                                                          |  |
| E160f | Бета-апо-8-каротинової кислоти метиловий або етиловий етери Ethyl ester of beta-apo-8'-carotenic acid                                      | Оранжево-червоного до жовтого. Безалкогольні напої, пресерви з фруктів, кондвироби, морозиво, їстівні оболонки сирів, фруктові вина | Схвалений в ЄС                                                                        |  |
| E161a | Флавоксантин Flavoxanthin | Золотисто-жовтий |                                                                                       |  |
| E161b | Лютеїн Lutein | Оранжево-червоного до жовтого | Схвалений в ЄС                                                                        |  |
| E161c | Криптоксантин Cryptoxanthin | Оранжево-червоний |                                                                                       |  |
| E161d | Rubixanthin | Оранжево-червоний |                                                                                       |  |
| E161e | Віолаксантин Violaxanthin | Помаранчевий |                                                                                       |  |
| E161f | Родоксантин Rhodoxanthin | Фіолетовий |                                                                                       |  |
| E161g | Кантаксантин Canthaxanthin | Фіолетовий | Схвалений в ЄС, США                                                                   |  |
| E161h | Зеаксантин Zeaxanthin | Оранжево-червоний |                                                                                       |  |
| E161i | Citranaxanthin | Глибокий фіолетовий |                                                                                       |  |
| E161j | Астаксантин Astaxanthin | Червоний |                                                                                       |  |
| E162  | Червоний буряковий, бетанін Beetroot Red, Betanin                                                                                          | Червоний. За технологічною необхідністю                                                                                             | Схвалений в Україні                                                                   |  |
| E163  | Антоціани: екстракт із шкірочки винограду, енобарвник, екстракт із чорної смородини Anthocyanins: Grape skin extract, Blackcurrant extract | рН залежним (червоний, зелений і фіолетовий діапазони). За технологічною необхідністю                                               | Схвалений в ЄС, Україні                                                               |  |
| E164  | Шафран Saffron | Кондвироби, борошняні, здоба, лікеро-горілчані вироби                                                                               | Схвалений в США, Україні                                                              |  |
| E170  | Вуглекислі солі кальцію: карбонат кальцію, бікарбонат кальцію Calcium carbonates, Calcium dicarbonates                                     | Білий пігмент проти грудкоутворення, злежування, стабілізатор. За технологічною необхідністю                                        | Схвалений в ЄС, Україні                                                               |  |
| E171  | Оксид титану Titanium dioxide | Білила. Зовнішні оболонки кондвиробів, за винятком шоколаду                                                                         | Схвалений в ЄС, США, Україні                                                          |  |
| E172  | Оксиди та гідроксиди заліза Iron oxides and hydroxides                                                                                     | Коричневий. Зовнішні оболонки кондвиробів, за винятком шоколаду                                                                     | Схвалений в ЄС, Україні. В США схвалений в США для ковбасних виробів                  |  |
| E174  | Срібло Silver | Срібний. Зовнішні оболонки кондвиробів, за винятком шоколаду                                                                        | Схвалений в ЄС                                                                        |  |
| E175  | Їстівне золото (пігментний метал 3) Gold                                                                                                   | Золотистий. Зовнішні оболонки кондвиробів, за винятком шоколаду                                                                     | Схвалений в ЄС, Україні                                                               |  |
| E180  | Пігмент рубіновий, Литол рубіновий BK Pigment Rubine, Lithol Rubine BK                                                                     | Червоний | Схвалений в ЄС                                                                        |  |
| E181  | Таніни Tannin | Коричневий | Схвалений в Україні                                                                   |  |
| E182  | Орсеїн, орсель Orcein, Orchil | Фіолетовий |                                                                                       |  |
| —     | Метивіолет | Маркування м'яса, яєць, сирів | Схвалений в Україні                                                                   |  |
| —     | Родамін C | Маркування яєць | Схвалений в Україні                                                                   |  |
| —     | Фуксин кислий | Маркування м'яса, яєць, сирів | Схвалений в Україні                                                                   |  |

### E200-E299 (консерванти, антиокислювачі)
| E-код | Назва/харчова добавка                                                   | Застосування | Статус                    |
| ----- | ----------------------------------------------------------------------- | --- | ------------------------- |
| E200  | Сорбінова кислота Sorbic acid                                           | Сирокопчені ковбаси, молоко згущене, сири, ікра зерниста, креми, джеми, повидло, соки, маргарини, майонези, вина, безалкогольні напої     | Схвалений в ЄС, Україні   |
| E201  | Сорбат натрію Sodium sorbate                                            | Сирокопчені ковбаси, молоко згущене, сири, ікра зерниста, креми, джеми, повидло, соки, маргарини, майонези, вина, безалкогольні напої     | Схвалений в Україні       |
| E202  | Сорбат калію Potassium sorbate                                          | | Схвалений в ЄС, Україні   |
| —     | Алілгірчична олія                                                       | | Схвалений в Україні       |
| Е203  | Сорбат кальцію                                                          | | Схвалений в ЄС,           |
| E210  | Бензойна кислота Benzoic acid                                           | Меланж яєчний, ікра рибна, пресерви рибні, повидло, мармелад, сухофрукти, маргарин, вина, безалкогольні напої                             | Схвалений в ЄС, Україні   |
| E211  | Бензоат натрію Sodium Benzoate                                          | Меланж яєчний, ікра рибна, пресерви рибні, повидло, мармелад, сухофрукти, маргарин, вина, безалкогольні напої                             | Схвалений в ЄС, Україні   |
| Е212  | Бензоат калію Potassium Benzoate                                        | Схвалений в ЄС |                           |
| Е213  | Бензоат кальцію Calcium Benzoate                                        | | Схвалений в ЄС            |
| Е214  | Етил-п-гідроксибензоат Ethyl p-Hydroxybenzoate                          | | Схвалений в ЄС            |
| Е215  | Натрієва сіль етил-п-гідроксибензоату Sodium Ethyl p-Hydroxybenzoate    | | Схвалений в ЄС            |
| Е216  | Пропіл-п-гідроксибензоат Propyl p-Hydroxybenzoate                       | |                           |
| Е217  | Натрієва сіль пропіл-п-гідроксибензоату Sodium Propyl p-Hydroxybenzoate | |                           |
| Е218  | Метил-п-гідроксибензоат Methyl p-Hydroxybenzoate                        | | Схвалений в ЄС            |
| Е219  | Натрієва сіль метил-п-гідроксибензоату Sodium Methyl p-Hydroxybenzoate  | | Схвалений в ЄС            |
| E220  | Діоксид сірки Sulphur dioxide                                           | Консерви фаршеві зі скумбрії, галети, печиво, пастила, мармелад, повидло, джем, родзинки, соки, вина, гірчиця, сушені картопля та капуста | Схвалений в ЄС, Україні   |
| E221  | Сульфіт натрію Sodium sulphite                                          | Фрукти, сухофрукти, овочі, вина, варення, зефір, соки.                                                                                    | Схвалений в ЄС            |
| Е222  | Гідросульфіт натрію Sodium hydrogen sulphite                            | | Схвалений в ЄС, Україні   |
| Е223  | Піросульфіт натрію Sodium metabisulphite                                | | Схвалений в ЄС, Україні   |
| Е224  | Піросульфіт калію Potassium metabisulfite                               | | Схвалений в ЄС, Україні   |
| Е226  | Сульфіт кальцію Calcium Sulphite                                        | | Схвалений в ЄС            |
| Е227  | Гідросульфіт кальцію Calcium Hydrogen Sulphite                          | | Схвалений в ЄС            |
| Е228  | Бісульфіт калію Potassium Bisulphite                                    | | Схвалений в ЄС            |
| Е230  | Дифеніл (біфеніл) Diphenyl                                              | |                           |
| Е231  | о-Фенілфенол Orthophenyl phenol                                         | | Схвалений в ЄС            |
| Е232  | о-Фенілфенолят натрію Sodium orthophenyl phenol                         | | Схвалений в ЄС            |
| Е233  | Тіабендазол Thiabendazole                                               | |                           |
| Е234  | Нізин Nisin                                                             | | Схвалений в ЄС, Україні   |
| Е235  | Пімаріцин (натаміцин) Pimaricin, (Natamycin)                            | | Схвалений в ЄС, Україні   |
| Е236  | Мурашина кислота Formic acid                                            | |                           |
| Е237  | Форміат натрію Sodium formate                                           | |                           |
| Е238  | Форміат кальцію Calcium formate                                         | |                           |
| —     | Лактоцид Lactocid                                                       | | Схвалений в Україні       |
| —     | Перекис водню Hydrogenium peroxydum                                     | | Схвалений в Україні       |
| E239  | Уротропін (гексаметилентетрамін) Urotropin Hexamethylenetetramin        | | Схвалений в ЄС, Україні   |
| E240  | Формальдегід Formaldehyde                                               | |                           |
| E242  | Диметилдикарбонат Dimethyl dicarbonate                                  | | Схвалений в ЄС            |
| E249  | Нітрит калію Potassium nitrite                                          | | Схвалений в ЄС            |
| E250  | Нітрит натрію Sodium nitrite                                            | Вироби із свинини варені, копчено-запечені, консерви м'ясні, ковбаса сирокопчена, солонина з баранини, яловичина                          | Схвалений в ЄС, Україні   |
| E251  | Нітрат натрію Sodium nitrate                                            | Готові м'ясні продукти | Схвалений в ЄС, Україні   |
| E252  | Нітрат калію Potassium nitrate                                          | | Схвалений в ЄС, Україні   |
| E260  | Оцтова кислота Acetic acid                                              | За технологічною необхідністю | Схвалений в ЄС, Україні   |
| Е261  | Ацетат калію                                                            | | Схвалений в ЄС            |
| Е262  | Ацетат натрію Sodium acetate                                            | | Схвалений в ЄС, Україні   |
| Е263  | Ацетат кальцію Calcium acetate                                          | | Схвалений в ЄС, Україні   |
| Е264  | Ацетат амонію Ammonium acetate                                          | | консервант                |
| Е265  | Дегідроацетова кислота Dehydroacetic acid                               | |                           |
| Е266  | Дегідроацетат натрію Sodium dehydroacetate                              | |                           |
| E270  | Молочна кислота (L, D та LD) Lactic acid                                | За технологічною необхідністю | Схвалений в ЄС, Україні   |
| Е280  | Пропіонова кислота Propionic acid                                       | | Схвалений в ЄС            |
| Е281  | Пропіонат натрію Sodium propionate                                      | | Схвалений в ЄС            |
| Е282  | Пропіонат кальцію Calcium propionate                                    | | Схвалений в ЄС            |
| Е283  | Пропіонат калію Potassium propionate                                    | | Схвалений в ЄС            |
| Е284  | Борна кислота Boric acid                                                | | Схвалений в ЄС            |
| Е285  | Тетраборат натрію (бура) Sodium tetraborate                             | | Схвалений в ЄС, в Україні |
| E290  | Діоксид вуглецю (вуглекислий газ) CO2 Carbon dioxide                    | Газовані напої, мінеральні води, шипучі вина                                                                                              | Схвалений в ЄС, Україні   |
| E296  | Яблучна кислота (DL-) Malic acid                                        | Сік ананасовий, джеми, желе, мармелади | Схвалений в ЄС, Україні   |
| E297  | Фумарова кислота Fumaric acid                                           | регулятор кислотності | Схвалений в ЄС            |

### E300-E399 (антиоксиданти і регулятори кислотності)
| E-код | Назва/харчова добавка                                                                                          | Застосування | Статус                     |
| ----- | --- | --- | -------------------------- |
| E300  | Аскорбінова кислота Ascorbic acid                                                                              | За технологічною необхідністю | Схвалений в ЄС, Україні    |
| E301  | Аскорбат натрію Sodium ascorbate                                                                               | За технологічною необхідністю | Схвалений в ЄС, Україні    |
| E302  | Аскорбат кальцію Calcium ascorbate                                                                             | антиоксидант | Схвалений в ЄС             |
| E303  | Аскорбат калію Potassium ascorbate                                                                             | антиоксидант | Схвалений в ЄС             |
| E304  | Аскорбіл пальмітат Ascorbyl palmitate                                                                          | | Схвалений в ЄС, Україні    |
| E305  | Аскорбіл стеарат Ascorbyl stearat                                                                              | | Схвалений в Україні        |
| E306  | Концентрат суміші токоферолів Mixed tocopherols concentrate                                                    | За технологічною необхідністю | Схвалений в ЄС, Україні    |
| E307  | Альфа-токоферол Alpha-tocopherol                                                                               | За технологічною необхідністю | Схвалений в ЄС, Україні    |
| E308  | Гамма-токоферол Gamma-tocopherol                                                                               | За технологічною необхідністю | Схвалений в ЄС, Україні    |
| E309  | Дельта-токоферол Delta-tocopherol                                                                              | За технологічною необхідністю | Схвалений в ЄС, Україні    |
| E310  | Пропіл галат Propyl Gallate                                                                                    | антиоксидант | Схвалений в ЄС             |
| E311  | Октил галат Octyl gallate                                                                                      | антиоксидант | Схвалений в ЄС             |
| E312  | Додецил галат Dodecyl gallate                                                                                  | антиоксидант | Схвалений в ЄС             |
| E313  | Етил галат Ethyl gallate                                                                                       | антиоксидант |                            |
| E314  | Guaiac resin                                                                                                   | антиоксидант |                            |
| E315  | Ериторбова кислота                                                                                             | антиоксидант | Схвалений в ЄС             |
| E316  | Ізоаскорбат натрію (Ериторбат натрію) Sodium Isoascorbate                                                      | За технологічною необхідністю | Схвалений в ЄС, Україні    |
| E317  | Ізо-аскорбат калію (Ериторбат калію) Potassium Isoascorbate                                                    | антиоксидант |                            |
| E318  | Ізо-аскорбат кальцію (Ериторбат кальцію) Calcium Isoascorbate                                                  | антиоксидант |                            |
| E319  | терт-Бутилгідрохінон tert-Butylhydroquinone (TBHQ)                                                             | антиоксидант | Схвалений в ЄС             |
| E320  | Бутил гідроксианізол Butylated hydroxyanisole (BHA)                                                            | антиоксидант | Схвалений в ЄС, Україні    |
| E321  | Бутил гідрокситолуол Butylated hydroxytoluene (BHT)                                                            | Жири тваринні й олії для продуктів з тепловою обробкою, супи, соуси, спеції, рибні продукти і риба консервована, сухі сніданки, жувальна гумка | Схвалений в ЄС, Україні    |
| E322  | Лецитини Lecithines                                                                                            | За технологічною необхідністю | Схвалений в ЄС Україні     |
| E323  | Аноксомер Anoxomer                                                                                             | антиоксидант |                            |
| E324  | Етоксихін Ethoxyquin                                                                                           | антиоксидант |                            |
| E325  | Лактат натрію Sodium lactate (solution)                                                                        | За технологічною необхідністю | Схвалений в ЄС, Україні    |
| E326  | Лактат калію Potassium lactate                                                                                 | Регулятор кислотності | Схвалений в ЄС             |
| E327  | Лактат кальцію Calcium lactate                                                                                 | | Схвалений в ЄС, Україні    |
| E328  | Лактат амонію Ammonium lactate                                                                                 | Регулятор кислотності |                            |
| E329  | Лактат магнію Magnesium lactate                                                                                | Регулятор кислотності |                            |
| E330  | Лимонна кислота Citric acid                                                                                    | За технологічною необхідністю, в тому числі какао, шоколадні вироби                                                                            | Схвалений в ЄС, Україні    |
| E331  | Цитрати натрію Sodium citrates                                                                                 | За технологічною необхідністю, в тому числі какао, шоколадні вироби                                                                            | Схвалений в ЄС, Україні    |
| E332  | Цитрати калію Potassium citrates                                                                               | | Схвалений в ЄС, Україні    |
| E333  | Цитрати кальцію Calcium citrates                                                                               | регулятор кислотності, зміцнюючий засіб; речовина, що підсилює екскрецію                                                                       | Схвалений в ЄС, Україні    |
| E334  | Винна кислота Tartaric acid, L (+)                                                                             | За технологічною необхідністю, в тому числі какао, шоколадні вироби                                                                            | Схвалений в ЄС, Україні    |
| E335  | Тартрати натрію Sodium tartrates                                                                               | Регулятор кислотності | Схвалений в ЄС             |
| E336  | Тартрати калію Potassium tartrates                                                                             | Регулятор кислотності | Схвалений в ЄС             |
| E337  | Натрій-калій тартрат Sodium potassium tartrate                                                                 | Регулятор кислотності | Схвалений в ЄС             |
| E338  | Ортофосфатна кислота Orthophosphoric acid                                                                      | Безалкогольні ароматизовані напої, молоко і рослинні білкові напої, м'ясні продукти, сири, аналоги рослинних жирів; відбілювання напоїв        | Схвалений в ЄС, Україні    |
| E339  | Фосфати натрію. Фосфат натрію, гідрофосфат натрію Sodium phosphates                                            | | Схвалений в ЄС, Україні    |
| Е340  | Фосфати калію Potassium phosphates                                                                             | | Схвалений в ЄС, Україні    |
| E341  | Фосфати кальцію Calcium Phosphates                                                                             | | Схвалений в ЄС, Україні    |
| E342  | Фосфати амонію Ammonium phosphates                                                                             | Хліб | Схвалений в Україні        |
| E343  | Фосфати магнію Magnesium phosphates                                                                            | Запобігає злипанню | Схвалений в ЄС             |
| E344  | Цитрат лецитину Lecithin Citrate                                                                               | Регулятор кислотності |                            |
| E345  | Цитрат магнію Magnesium Citrate                                                                                | Регулятор кислотності |                            |
| E349  | Малат амонію Ammonium Malate                                                                                   | Регулятор кислотності |                            |
| E350  | Малати натрію Sodium malates                                                                                   | Регулятор кислотності | Схвалений в ЄС             |
| E351  | Малат калію Potassium malate                                                                                   | | Схвалений в ЄС, Україні    |
| E352  | Малати кальцію Calcium malates                                                                                 | Регулятор кислотності | Схвалений в ЄС             |
| E353  | Метавинна кислота Metatartaric acid                                                                            | Емульгатор | Схвалений в ЄС             |
| E354  | Тартрат кальцію Calcium tartrate                                                                               | Емульгатор | Схвалений в ЄС             |
| E355  | Адипінова кислота Adipic acid                                                                                  | Регулятор кислотності | Схвалений в                |
| E356  | Адипінат натрію Sodium adipate                                                                                 | Регулятор кислотності | Схвалений в ЄС             |
| E357  | Адипінат калію Potassium adipate                                                                               | Регулятор кислотності | Схвалений в ЄС             |
| E359  | Адипінат амонію Ammonium adipate                                                                               | Регулятор кислотності |                            |
| E363  | Бурштинова кислота Succinic acid                                                                               | Регулятор кислотності | Схвалений в ЄС, Україні    |
| E365  | Фумарат натрію Sodium fumarate                                                                                 | Регулятор кислотності |                            |
| E366  | Фумарат калію Potassium fumarate                                                                               | Регулятор кислотності |                            |
| E367  | Фумарат кальцію Calcium fumarate                                                                               | Регулятор кислотності |                            |
| E368  | Фумарат амонію Ammonium fumarate                                                                               | Регулятор кислотності |                            |
| E370  | 1,4-гептонолактон 1,4-Heptonolactone                                                                           | Регулятор кислотності |                            |
| E380  | Цитрат амонію Triammonium citrate                                                                              | Регулятор кислотності | Схвалений в ЄС             |
| E381  | Амоній-залізо(III) цитрат Ammonium ferric citrate                                                              | Регулятор кислотності |                            |
| E383  | Гліцерофосфат кальцію Calcium glycerylphosphate                                                                | Регулятор кислотності |                            |
| E384  | Ізопропіл цитрат Isopropyl citrate                                                                             | Регулятор кислотності |                            |
| E385  | Кальцію-натрію етилендіамінтетраацетат Calcium disodium ethylene diamine tetraacetate, (Calcium disodium EDTA) | майонезів, емульгованих соусів, як консервант, антиоксидантантиоксидант і синергіст антиоксидантів, комплексоутворювач і диспергуюча речовина. | Схвалений в ЄС             |
| Е386  | Етилендіамінтетраацетат натрію Disodium ethylene diamine-tetraacetate                                          | речовина, що підсилює екскрецію | Схвалений в Україні        |
| E387  | Оксистеарин Oxystearin                                                                                         | стабілізатор (їжі) |                            |
| E388  | Тіодипропіонова кислота Thiodipropionic acid                                                                   | |                            |
| E389  | Дилаурил тіодипропіонат Dilauryl thiodipropionate                                                              | |                            |
| E390  | Дистеарил тіодипропіонат Distearyl thiodipropionate                                                            | |                            |
| E391  | Фітинова кислота Phytic acid                                                                                   | |                            |
| E392  | Екстракти розмарину Extracts of rosemary                                                                       | | Затверджено в ЄС у 2010 р. |
| E399  | Лактобіонат кальцію Calcium lactobionate                                                                       | |                            |

### E400-E499 (загусники, стабілізатори консистенції та емульгатори)
| E-код | Назва/харчова добавка | Застосування | Статус                                                               |
| ----- | --- | --- | -------------------------------------------------------------------- |
| E400  | Альгінова кислота Alginic acid | За технологічною необхідністю | Схвалений в ЄС, Україні                                              |
| E401  | Альгінат натрію Sodium alginate | За технологічною необхідністю, в тому числі джем, желе, мармелад, горіхове пюре | Схвалений в ЄС, Україні                                              |
| E402  | Альгінат калію Potassium alginate                                                                                                   | За технологічною необхідністю, в тому числі джем, желе, мармелад, горіхове пюре | Схвалений в ЄС, Україні                                              |
| E403  | Альгінат амонію Ammonium alginate                                                                                                   | За технологічною необхідністю, в тому числі джем, желе, мармелад, горіхове пюре | Схвалений в ЄС, Україні                                              |
| E404  | Альгінат кальцію Calcium alginate                                                                                                   | За технологічною необхідністю, в тому числі джем, желе, мармелад, горіхове пюре | Схвалений в ЄС, Україні                                              |
| E405  | Пропіленглікольальгінат Propyleneglycolalginate                                                                                     | За технологічною необхідністю, в тому числі джем, желе, мармелад, горіхове пюре | Схвалений в ЄС, Україні                                              |
| E406  | Агар-агар Agar | За технологічною необхідністю | Схвалений в ЄС, Україні                                              |
| E407  | Каррагінан та його натрієва, калієва та амонієва солі, включаючи фурацелеран (агароїд) Carrageenan and its Na, K, NH4 salts         | Сухе молоко, сир, десерти, желе, мармелад, соуси, молочні | Схвалений в ЄС, Україні                                              |
| E407a | Оброблені водорості Eucheuma Processed eucheuma seaweed                                                                             | Загущувач, емульгатор | Схвалений в ЄС                                                       |
| E408  | Глікани пекарських дріжджів Bakers yeast glycan                                                                                     | |                                                                      |
| E409  | Арабіногалактан Arabinogalactan | |                                                                      |
| E410  | Камедь ріжкового дерева Locust carab bean gum                                                                                       | За технологічною необхідністю, в тому числі джем, желе, мармелад, горіхове пюре | Схвалений в ЄС, Україні                                              |
| E411  | Вівсяна камедь Oat gum | За технологічною необхідністю, в тому числі джем, желе, мармелад, горіхове пюре | Схвалений в ЄС, Україні                                              |
| E412  | Гуарова камідь Guar gum | За технологічною необхідністю | Схвалений в ЄС Україні                                               |
| E413  | Трагакант Tragacanth gum | | Схвалений в ЄС, Україні                                              |
| E414  | Гуміарабік Gum arabic | За технологічною необхідністю | Схвалений в ЄС, Україні                                              |
| E415  | Ксантанова камедь Xantan gum | За технологічною необхідністю | Схвалений в ЄС, Україні                                              |
| E416  | Карайї камедь Karaya gum | | Схвалений в ЄС, Україні                                              |
| E417  | Тари камедь Tara gum | | Схвалений в ЄС, Україні                                              |
| E418  | Геланова камедь Gellan gum | | Схвалений в ЄС, Україні                                              |
| E419  | Gum ghatti (thickener) (стабілізатор (їжі))                                                                                         | Емульгатор |                                                                      |
| E420  | Сорбіт та сорбітовий сироп Sorbitol and Sorbitol syrup                                                                              | Замінник цукру для хворих на діабет. | Схвалений в ЄС, Україні                                              |
| E421  | Маніт Mannitol | | Схвалений в ЄС, Україні                                              |
| E422  | Гліцерин Glycerol | За технологічною необхідністю | Схвалений в ЄС, Україні                                              |
| E424  | Курдлан Curdlan | |                                                                      |
| E425  | Аморфофалюс коньяк Konjac | Емульгатор | Схвалений в ЄС Не можуть використовуватись в конд.виробах.[джерело?] |
| E426  | Soybean hemicellulose | | Схвалений в ЄС                                                       |
| E427  | Cassia gum | | Затверджено в ЄС 2010 році                                           |
| E429  | Пептони Peptones | |                                                                      |
| E430  | Polyoxyethene (8) stearate | Емульгатор |                                                                      |
| E431  | Поліоксиетилен (40) стеарат Polyoxyethylene (40) stearate                                                                           | | Схвалений в ЄС, Україні                                              |
| E432  | Поліоксиетиленсорбітан монолаурат Твін-20 Polyoxyethylene (20) Sorbitan monolaurate                                                 | | Схвалений в ЄС, Україні                                              |
| E433  | Поліоксиетиленсорбітанмоноолеат, Твін-80 Polyoxyethylene (20) Sorbitan monooleate                                                   | | Схвалений в ЄС, Україні                                              |
| E434  | Поліоксиетиленсорбітан монопальмітат, Твін-40 Polyoxyethylene (20) Sorbitan monopalmitate                                           | | Схвалений в ЄС, Україні                                              |
| E435  | Поліоксиетиленсорбітан моностеарат, Твін-60 Polyoxyethylene (20) Sorbitan monostearate                                              | | Схвалений в ЄС, Україні                                              |
| E436  | Поліоксиетиленсорбітан тристеарат Polyoxyethylene (20) Sorbitan tristearate                                                         | | Схвалений в ЄС, Україні                                              |
| E440  | Пектини Pectins | | Схвалений в ЄС, Україні                                              |
| E441  | Желатин Gelatine | Консерви м'ясні, рибні, заливні, желе | Схвалений в Україні                                                  |
| E442  | Фосфатиду амонійні солі | Емульгатори, стабілізатори, розпушувачі. Кондвироби наоснові шоколаду і какао, непрозорі напої                                                                                                 | Схвалений в ЄС                                                       |
| E443  | Brominated vegetable oil | Емульгатор | У США обмежено для використання тільки в фруктовому напої до 15 ppm. |
| E444  | Sucrose acetate isobutyrate | Емульгатор | Схвалений в ЄС                                                       |
| E445  | Гліцеринові ефіри із деревної смоли                                                                                                 | Емульгатори, стабілізатори, розпушувачі. Кондвироби наоснові шоколаду і какао, непрозорі напої                                                                                                 | Схвалений в ЄС                                                       |
| E446  | Succistearin | |                                                                      |
| E450  | Пірофосфати Diphosphates Пірофосфати натрію: однозаміщений (i), двозаміщений (ii), тризаміщений (iii)                               | Емульгатори, стабілізатори, розпушувачі. Десерти, морозиво, соуси, ковбасні вироби | Схвалений в ЄС, Україні                                              |
| E451  | Трифосфати натрію, калію | Емульгатори, стабілізатори, розпушувачі. Супи, бульйони, сидр, трав'яні настої, чай, шоколад і солодові молочні напої, алкогольні напої (крім вина і пива), вівсяні пластівці, ковбасні вироби | Схвалений в ЄС, Україні                                              |
| E452  | Поліфосфати натрію, калію, натрію-кальцію, кальцію, амонію                                                                          | Емульгатори, стабілізатори, розпушувачі. Супи, бульйони, сидр, трав'яні настої, чай, шоколад і солодові молочні напої, алкогольні напої (крім вина і пива), вівсяні пластівці, ковбасні вироби | Схвалений в ЄС, Україні                                              |
| E459  | Бета-циклодекстрин Beta-cyclodextrin                                                                                                | Емульгатор | Схвалений в ЄС                                                       |
| E460  | Целюлоза Cellulose | Емульгатори, стабілізатори, розпушувачі. За технологічною необхідністю | Схвалений в ЄС, Україні                                              |
| E461  | Метилцелюлоза Methyl cellulose | Емульгатори, стабілізатори, розпушувачі. Делікатесні хлібобулочні вироби, морозиво, десерти, супи, бульйони, соуси, лікери, дієтичні продукти                                                  | Схвалений в ЄС, Україні                                              |
| E462  | Етилцелюлоза Ethyl cellulose | Емульгатор | Схвалений в ЄС                                                       |
| E463  | Гідроксипропілцелюлоза Hydroxypropyl cellulose                                                                                      | Емульгатор | Схвалений в ЄС                                                       |
| E464  | Гідроксипропілметилцелюлоза, гіпромелоза Hydroxy propyl methyl cellulose, = hypromellose                                            | Емульгатор | Схвалений в ЄС                                                       |
| E465  | Етилметилцелюлоза Ethyl methyl cellulose                                                                                            | Емульгатор | Схвалений в ЄС                                                       |
| —     | Карбюлоза Carbulose | | Схвалений в Україні                                                  |
| E466  | Карбоксіметилцелюлози натрієва сіль Sodium carboxymethyl cellulose                                                                  | Емульгатори, стабілізатори, розпушувачі. Делікатесні хлібобулочні вироби, морозиво, десерти, супи, бульйони, соуси, лікери, дієтичні продукти                                                  | Схвалений в ЄС, Україні                                              |
| E467  | Етилгідроксиетилцелюлоза Ethyl hydroxyethyl cellulose                                                                               | |                                                                      |
| E468  | Crosslinked sodium carboxymethyl cellulose (Croscarmellose)                                                                         | Емульгатор | Схвалений в ЄС                                                       |
| E469  | Enzymically hydrolysed carboxymethylcellulose                                                                                       | Емульгатор | Схвалений в ЄС                                                       |
| E470  | Жирних кислот солі амонію, кальцію, натрію, магнію, калію, алюмінію Salts of fatty acids (with base Al, Ca, Na, Mg, K and NH4)      | Емульгатори, стабілізатори, розпушувачі. За технологічною необхідністю | Схвалений в Україні                                                  |
| E470a | Натрієві, каоієві, кальцієві солі жирних кислот                                                                                     | Агенти, що запобігають злипанню | Схвалений в ЄС                                                       |
| E470b | Магнієві солі жирних кислоти | Агенти, що запобігають злипанню | Схвалений в ЄС                                                       |
| Е471  | Моно- та дигліцериди жирних кислот Mono- and Di-glycerides of fatty acids                                                           | Емульгатори, стабілізатори, розпушувачі. За технологічною необхідністю | Схвалений в ЄС, Україні                                              |
| E472a | Естери гліцерину та оцтової і жирних кислот Acetic and fatty acid esters of glycerol                                                | Емульгатори, стабілізатори, розпушувачі. За технологічною необхідністю | Схвалений в ЄС, Україні                                              |
| E472b | Естери гліцерину та молочної і жирних кислот Lactic and fatty acid esters of glycerol                                               | Емульгатори, стабілізатори, розпушувачі. За технологічною необхідністю | Схвалений в ЄС, Україні                                              |
| E472c | Естери гліцерину та лимонної і жирних кислот Citric and fatty acid esters of glycerol                                               | Емульгатори, стабілізатори, розпушувачі. За технологічною необхідністю | Схвалений в ЄС, Україні                                              |
| E472d | Естери моно- та дигліцеридів та винної і жирних кислот Tartaric acid esters of mono- and Di-glycerides of fatty acids               | | Схвалений в ЄС, Україні                                              |
| E472e | Естери гліцерину та діацетилвинної і жирних кислот Diacetyltartaric and fatty acid esters of glycerol                               | | Схвалений в ЄС, Україні                                              |
| E472f | Змішані естери гліцерину та винної, оцтової і жирних кислот Tartaric acetic and fatty acid esters of glycerol(mixed)                | | Схвалений в ЄС, Україні                                              |
| E472g | Сукцинільовані моногліцериди Succinylated monoglycerides                                                                            | | Схвалений в Україні                                                  |
| E473  | Естери сахарози жирних кислот Sucrose esters of fatty acids                                                                         | | Схвалений в ЄС, Україні                                              |
| E474  | Цукрогліцериди | Емульгатор | Схвалений в ЄС                                                       |
| E475  | Естери полігліцеридів та жирних кислот Polyglycerol esters of fatty acids                                                           | | Схвалений в ЄС, Україні                                              |
| E476  | Полігліцеринові естери взаємоетерифікованих рацинолових кислот Polyglycerol esters of interesterified ricinoleic acid               | | Схвалений в ЄС, Україні                                              |
| E477  | Естери пропіленгліколю та жирних кислот Propylene glycol esters of fatty acids                                                      | | Схвалений в ЄС, Україні                                              |
| E478  | Lactylated fatty acid esters of glycerol and propane-1                                                                              | Емульгатор |                                                                      |
| E479b | Thermally oxidized soya bean oil interacted with mono- and diglycerides of fatty acids                                              | Емульгатор | Схвалений в ЄС                                                       |
| E480  | Dioctyl sodium sulphosuccinate | Емульгатор |                                                                      |
| E481  | Лактилати натрію. Стеароїл-лактилат натрію, Олеїллактилат натрію Sodium lactilates. Sodium stearoyllactylate, Sodium oleyllactylate | | Схвалений в ЄС, Україні                                              |
| E482  | Calcium stearoyl-2-lactylate | Емульгатор | Схвалений в ЄС                                                       |
| E483  | Stearyl tartrate | Емульгатор | Схвалений в ЄС                                                       |
| E484  | Stearyl citrate | Емульгатор |                                                                      |
| E485  | Sodium stearoyl fumarate | Емульгатор |                                                                      |
| E486  | Calcium stearoyl fumarate | Емульгатор |                                                                      |
| E487  | Лаурилсульфат натрію Sodium laurylsulphate                                                                                          | Емульгатор |                                                                      |
| E488  | Ethoxylated Mono- and Di-Glycerides                                                                                                 | Емульгатор |                                                                      |
| E489  | Methyl glucoside-coconut oil ester                                                                                                  | Емульгатор |                                                                      |
| E490  | Пропан-1,2-діол Propane-1,2-diol | |                                                                      |
| E491  | Sorbitan monostearate | Емульгатор | Схвалений в ЄС                                                       |
| E492  | Сорбітан тристеарат Sorbitan tristearate                                                                                            | | Схвалений в ЄС, Україні                                              |
| E493  | Sorbitan monolaurate | Емульгатор | Схвалений в ЄС                                                       |
| E494  | Sorbitan monooleate | Емульгатор | Схвалений в ЄС                                                       |
| E495  | Sorbitan monopalmitate | Емульгатор | Схвалений в ЄС                                                       |
| E496  | Sorbitan trioleate | Емульгатор |                                                                      |
| E497  | Polyoxypropylene-polyoxyethylene polymers                                                                                           | |                                                                      |
| E498  | Partial polyglycerol esters of polycondensed fatty acids of castor oil                                                              | |                                                                      |

### E500-E599 (регулятори кислотності та агенти, що запобігають злипанню)
| E-код | Назва/харчова добавка | Застосування                                                            | Статус                    |
| ----- | --- | ----------------------------------------------------------------------- | ------------------------- |
| E500  | Карбонати натрію: карбонат натрію, гідрокарбонат натрію, секвікарбонат натрію Sodium carbonate, Sodium hydrogen carbonate, Sodium sesquicarbonate | За технологічною необхідністю, в тому числі какао та шоколадні продукти | Схвалений в ЄС, Україні   |
| E501  | Карбонати калію: карбонат калію, гідрокарбонат калію Potassium carbonate, Potassium hydrogen carbonate                                            |                                                                         | Схвалений в ЄС, Україні   |
| E503  | Карбонати амонію: карбонат амонію, гідрокарбонат амонію Ammonium carbonate, Ammonium hydrogen carbonate                                           |                                                                         | Схвалений в ЄС, Україні   |
| E504  | Карбонати магнію: карбонат магнію, гідрокарбонат магнію Magnesium carbonate, Magnesium hydrogen carbonate                                         |                                                                         | Схвалений в ЄС, Україні   |
| E507  | Хлоридна кислота Hydrochloric acid |                                                                         | Схвалений в ЄС, Україні   |
| E508  | Хлорид калію Potassium chloride |                                                                         | Схвалений в ЄС, Україні   |
| E509  | Хлорид кальцію Calcium chloride |                                                                         | Схвалений в ЄС            |
| E510  | Хлорид амонію Ammonium chloride |                                                                         | Схвалений в Україні       |
| E511  | Хлорид магнію Magnesium chloride |                                                                         | Схвалений в ЄС, Україні   |
| -     | Нітрат амонію |                                                                         | Схвалений в Україні       |
| E512  | Станум(II) хлорид | Антиоксидант                                                            | Схвалений в ЄС            |
| E513  | Сульфатна кислота Sulphuric acid |                                                                         | Схвалений в ЄС, в Україні |
| E514  | Сульфати натрію Sodium sulphates |                                                                         | Схвалений в ЄС, Україні   |
| E515  | Сульфати калію Potassium sulphates |                                                                         | Схвалений в ЄС, Україні   |
| E516  | Сульфати кальцію Calcium sulphate |                                                                         | Схвалений в ЄС, Україні   |
| E517  | Сульфат амонію Ammonium sulphate |                                                                         | Схвалений в ЄС            |
| E518  | Сульфат магнію Magnesium sulphate | Зміцнювальний агент                                                     |                           |
| E519  | Сульфати міді(II) Cupric sulphate |                                                                         | Схвалений в Україні       |
| E520  | Сульфат алюмінію Aluminium sulphate | Зміцнювальний агент                                                     | Схвалений в ЄС            |
| E521  | Сульфат алюмінію-натрію Aluminium sodium sulphate                                                                                                 | Зміцнювальний агент                                                     | Схвалений в ЄС            |
| E522  | Сульфат алюмінію-калію Aluminium potassium sulphate                                                                                               | Регулятор кислотності                                                   | Схвалений в ЄС            |
| E523  | Сульфат алюмінію-амонію Aluminium ammonium sulphate                                                                                               | Регулятор кислотності                                                   | Схвалений в ЄС            |
| E524  | Гідроксид натрію Sodium hydroxide |                                                                         | Схвалений в ЄС, Україні   |
| E525  | Гідроксид калію Potassium hydroxide |                                                                         | Схвалений в ЄС, Україні   |
| E526  | Гідроксид кальцію Calcium hydroxide |                                                                         | Схвалений в ЄС, Україні   |
| E527  | Гідроксид амонію Ammonium hydroxide |                                                                         | Схвалений в ЄС, Україні   |
| -     | Оксид натрію Sodium oxide |                                                                         | Схвалений в ЄС, Україні   |
| E528  | Гідроксид магнію Magnesium hydroxide | Регулятор кислотності                                                   | Схвалений в ЄС            |
| E529  | Оксид кальцію Calcium oxide | Регулятор кислотності                                                   | Схвалений в ЄС            |
| E530  | Оксид магнію Magnesium oxide |                                                                         | Схвалений в ЄС, в Україні |
| E535  | Sodium ferrocyanide (Регулятор кислотності) | Антиспікаючий агент                                                     | Схвалений в ЄС            |
| E536  | Фероціанід калію Potassium ferrocyanide |                                                                         | Схвалений в ЄС, Україні   |
| E537  | Гексаціаноманганат заліза Ferrous hexacyanomanganate                                                                                              | Антиспікаючий агент                                                     |                           |
| E538  | Фероціанід кальцію Calcium ferrocyanide | Антиспікаючий агент                                                     | Схвалений в ЄС            |
| E539  | Тіосульфат натрію Sodium thiosulphate |                                                                         | Схвалений в Україні       |
| E540  | Dicalcium diphosphate | Регулятор кислотності, емульгатор                                       |                           |
| E541  | Фосфати алюмінію-натрію Sodium aluminium phosphates                                                                                               | Емульгатор                                                              | Схвалений в ЄС            |
| E542  | Фосфат кальцію Bone phosphate (Essentiale Calcium Phosphate, Tribasic)                                                                            | Антиспікаючий агент                                                     |                           |
| E543  | Поліфосфат кальцію-натрію Calcium sodium polyphosphate                                                                                            | Емульгатор                                                              |                           |
| E544  | Поліфосфат кальцію Calcium polyphosphate | Емульгатор                                                              |                           |
| E545  | Поліфосфат амонію Ammonium polyphosphate | Емульгатор                                                              |                           |
| E550  | Силікати натрію: Силікат натрію, метасилікат натрію Sodium Silicates: Sodium silicate, Sodium metasilicate                                        | Антиспікаючий агент                                                     |                           |
| E551  | Діоксид кремнію аморфний Silicon dioxide amorphous                                                                                                | Освітлення соків, сиропів, солезамінник, жувальна гумка                 | Схвалений в ЄС, Україні   |
| E552  | Силікат кальцію Calcium silicate | Антиспікаючий агент                                                     | Схвалений в ЄС            |
| E553a | Силікат магнію, трисилікат магнію Magnesium silicate, Magnesium trisilicate                                                                       | Антиспікаючий агент                                                     | Схвалений в ЄС            |
| E553b | Тальк Talc | Антиспікаючий агент                                                     | Схвалений в ЄС            |
| E554  | Алюмосилікат натрію, силікат алюмінію-натрію Sodium aluminosilicate, sodium aluminium silicate                                                    | Антиспікаючий агент                                                     | Схвалений в ЄС            |
| E555  | Силікат алюмінію-калію Potassium aluminium silicate                                                                                               | Антиспікаючий агент                                                     | Схвалений в ЄС            |
| E556  | Алюмосилікат кальцію, силікат алюмінію-кальцію Calcium aluminosilicate, (calcium aluminium silicate)                                              | Антиспікаючий агент                                                     | Схвалений в ЄС            |
| E557  | Силікат цинку Zinc silicate | Антиспікаючий агент                                                     |                           |
| E558  | Бентоніт Bentonite |                                                                         | Схвалений в ЄС, Україні   |
| E559  | Алюмосилікат Aluminium silicate |                                                                         | Схвалений в ЄС, Україні   |
| E565  | 4-гексилрезорцинол 4-Hexylresorcinol |                                                                         | Схвалений в ЄС            |
| E570  | Жирні кислоти Fatty acids |                                                                         | Схвалений в ЄС, Україні   |
| E574  | Глюконова кислота Gluconic acid | Регулятор кислотності                                                   | Схвалений в ЄС            |
| E575  | Глюконо-дельта-лактон Glucono-delta-lactone |                                                                         | Схвалений в ЄС, Україні   |
| E576  | Глюконат натрію Sodium gluconate | Секвестрант                                                             | Схвалений в ЄС            |
| E577  | Глюконат калію Potassium gluconate | Секвестрант                                                             | Схвалений в ЄС            |
| E578  | Глюконат кальцію Calcium gluconate | Отверджувач                                                             | Схвалений в ЄС            |
| E579  | Глюконат заліза Ferrous gluconate | Обробка оливок                                                          | Схвалений в ЄС, Україні   |
| E580  | Глюконат магнію Magnesium gluconate |                                                                         |                           |
| E585  | Лактат заліза Ferrous lactate |                                                                         | Схвалений в ЄС, Україні   |
| E586  | 4-Hexylresorcinol | Антиоксидант                                                            |                           |
| E598  | Synthetic calcium aluminates |                                                                         |                           |
| E599  | Перліт Perlite |                                                                         |                           |

### E600-E699 (підсилювачі смаку і аромату)
Е600—Е699. Група підсилювачів смаку та аромату.
Група амінокислот та їх похідних, що стимулюють смакові рецептори, які сприймають білкові продукти (умамі).
| E-код            | Назва/харчова добавка                                                                  | Застосування                  | Статус                  |
| ---------------- | -------------------------------------------------------------------------------------- | ----------------------------- | ----------------------- |
| Е620             | Глутамінова кислота, L(+)- Glutamic Acid, L(+)-                                        | підсилювач смаку і аромату    | Схвалений в ЄС          |
| Е621             | Глутамат натрію однозаміщений Monosodium Glutamate                                     | підсилювач смаку і аромату    | Схвалений в ЄС, Україні |
| Е622             | Глутамат калію однозаміщений Monopotassium Glutamate                                   | підсилювач смаку і аромату    | Схвалений в ЄС          |
| Е623             | Діглутамат кальцію Calcium Glutamate                                                   | підсилювач смаку і аромату    | Схвалений в ЄС          |
| Е624             | Глутамат амонію однозаміщений Monoammonium Glutamate                                   | підсилювач смаку і аромату    | Схвалений в ЄС          |
| Е625             | Глутамат магнію Magnesium Glutamate                                                    | підсилювач смаку і аромату    | Схвалений в ЄС          |
| Е626             | Гуанілова кислота Guanylic Acid                                                        | підсилювач смаку і аромату    | Схвалений в ЄС          |
| Е627             | 5"-Гуанілат натрію двозаміщений Disodium 5"-guanylate                                  | підсилювач смаку і аромату    | Схвалений в ЄС, Україні |
| Е628             | 5"-Гуанілат калію двозаміщений Dipotassium 5"-guanylate                                | підсилювач смаку і аромату    | Схвалений в ЄС          |
| Е629             | 5"-Гуанілат кальцію Calcium 5’-guanylate                                               | підсилювач смаку і аромату    | Схвалений в ЄС          |
| Е630             | Інозінова кислота Inosinic Acid                                                        | підсилювач смаку і аромату    | Схвалений в ЄС          |
| Е631             | 5"-Інозинат натрію двозаміщений Disodium Inosinate                                     | підсилювач смаку і аромату    | Схвалений в ЄС, Україні |
| Е632             | Інозинат калію Dipotassium Inosinate                                                   | підсилювач смаку і аромату    | Схвалений в ЄС          |
| Е633             | 5’-Інозинат кальцію Calcium 5’-inosinate                                               | підсилювач смаку і аромату    | Схвалений в ЄС          |
| Е634             | 5’-рібунуклеотиди кальцію Calcium 5'-ribonucleotides                                   | підсилювач смаку і аромату    | Схвалений в ЄС          |
| Е635             | 5-рібунуклеотиди натрію двузаміщені Disodium 5'-ribonucleotides                        | підсілювач смаку і аромату    | Схвалений в ЄС          |
| Е636             | Мальтол Maltol                                                                         | підсилювач смаку і аромату    | Схвалений в Україні     |
| Е637             | Етилмальтол Ethyl maltol                                                               | підсилювач смаку і аромату    |                         |
| Е640             | Гліцин Glycine                                                                         | модифікатор смаку й аромату   | Схвалений в ЄС, Україні |
| Е641             | L-лейцін L-leucine                                                                     | модифікатор смаку і аромату   |                         |
| Е642             | Лізін гідрохлорид Lysin hydrochlorid                                                   | підсілювач смаку і аромату    |                         |
| E650             | Цинку ацетат Zinc acetate                                                              |                               | Схвалений в ЄС          |
| код не присвоєно | Діацетил Diacetyl                                                                      |                               | Схвалений в Україні     |
| код не присвоєно | Ефірні олії спиртові, водно-спиртові, CO2-екстракти, дистиляти та есенції на їх основі |                               | Схвалений в Україні     |
| код не присвоєно | Аромати коптіння Smoke flavours                                                        |                               | Схвалений в Україні     |
| код не присвоєно | Ванілін Vanillin                                                                       | За технологічною необхідністю | Схвалений в Україні     |
| код не присвоєно | Етилванілін Ethylvanillin                                                              |                               | Схвалений в Україні     |

### E700-E799 (антибіотики)
| E-код | Назва/харчова добавка   | Застосування | Статус |
| ----- | ----------------------- | ------------ | ------ |
| E700  | Bacitracin              |              |        |
| E701  | Tetracyclines           |              |        |
| E702  | Chlortetracycline       |              |        |
| E703  | Oxytetracycline         |              |        |
| E704  | Oleandomycin            |              |        |
| E705  | Penicillin-G-potassium  |              |        |
| E706  | Penicillin-G-sodium     |              |        |
| E707  | Penicillin-G-procaine   |              |        |
| E708  | Penicillin-G-benzathyne |              |        |
| E710  | Spiramycins             |              |        |
| E711  | Virginiamicins          |              |        |
| E712  | Flavophospholipol       |              |        |
| E713  | Tylosin                 |              |        |
| E714  | Monensin                |              |        |
| E715  | Avoparcin               |              |        |
| E716  | Salinomycin             |              |        |
| E717  | Avilamycin              |              |        |

### E900-E999 (різне)
| E-код | Назва/харчова добавка                                                                                 | Застосування                                                                                | Статус                       |
| ----- | --- | ------------------------------------------------------------------------------------------- | ---------------------------- |
| E900  | Dimethyl polysiloxane (антипіноутворювач)                                                             | агент, що Запобігає злипанню                                                                | Схвалений в ЄС               |
| E901  | Віск бджолиний білий та жовтий Bee swax white and yellow                                              |                                                                                             | Схвалений в ЄС, Україні      |
| E902  | Віск свічковий Candelilla wax                                                                         |                                                                                             | Схвалений в ЄС, Україні      |
| E903  | Віск карнаубський Carnauba wax                                                                        |                                                                                             | Схвалений в ЄС, Україні      |
| E904  | Шелак Shellac                                                                                         | скління агент                                                                               | Схвалений в ЄС               |
| E905  | Paraffins                                                                                             |                                                                                             | Схвалений в ЄС               |
| E905a | Вазелінова олія харчова Mineral oil, food grade                                                       |                                                                                             | Схвалений в Україні          |
| E905b | Вазелін Petrolatum (Petroleum jelly)                                                                  |                                                                                             | Схвалений в Україні          |
| E905c | Парафін Petroleum wax                                                                                 |                                                                                             | Схвалений в Україні          |
| E906  | Gum benzoic                                                                                           | поліпшувач смаку                                                                            |                              |
| E907  | Crystalline wax                                                                                       | скління агент                                                                               |                              |
| E908  | Віск рисових висівок Rice bran wax                                                                    |                                                                                             | Схвалений в Україні          |
| E909  | Спермацетовий віск Spermaceti wax                                                                     |                                                                                             | Схвалений в Україні          |
| E910  | Воскові ефіри Wax esters                                                                              |                                                                                             | Схвалений в Україні          |
| E911  | Methyl esters of fatty acids                                                                          | скління агент                                                                               |                              |
| E912  | Montan acid esters                                                                                    | скління агент                                                                               | Схвалений в ЄС               |
| E913  | Ланолін Lanolin                                                                                       |                                                                                             | Схвалений в Україні          |
| E914  | Oxidized polyethylene wax                                                                             | скління агент                                                                               | Схвалений в ЄС               |
| E915  | Esters of colophony                                                                                   | скління агент                                                                               |                              |
| E916  | Calcium iodate                                                                                        |                                                                                             |                              |
| E917  | Йодат калію (KIO(3) Potassium jodate Йодистий калій (KI) Potassium jodide                             |                                                                                             | Схвалений в Україні          |
| E918  | Nitrogen oxides                                                                                       |                                                                                             |                              |
| E919  | Nitrosyl chloride                                                                                     |                                                                                             |                              |
| E920  | L-цистиін і його натрієва та калієва солі L-cysteine and its hydroclorides sodium and potassium salts |                                                                                             | Схвалений в ЄС, Україні      |
| E921  | L-cystine                                                                                             | поліпшувач тіста                                                                            |                              |
| E922  | Персульфат калію                                                                                      | поліпшувач тіста                                                                            |                              |
| E923  | Ammonium persulphate                                                                                  | поліпшувач тіста                                                                            |                              |
| E924  | Potassium bromate                                                                                     | поліпшувач тіста                                                                            |                              |
| E924b | Calcium bromate                                                                                       | поліпшувач тіста                                                                            |                              |
| E925  | Chlorine                                                                                              | консервант, відбілювач, поліпшувач тіста                                                    |                              |
| E926  | Chlorine dioxide (консервант)                                                                         | відбілювач                                                                                  |                              |
| E927a | Azodicarbonamide                                                                                      | поліпшувач тіста                                                                            |                              |
| E927b | Карбамід Carbamide                                                                                    |                                                                                             | Схвалений в ЄС, Україні      |
| E928  | Benzoyl peroxide (поліпшувач тіста)                                                                   | відбілювач                                                                                  |                              |
| E929  | Acetone peroxide                                                                                      |                                                                                             |                              |
| E930  | Перекис кальцію Calcium peroxide                                                                      |                                                                                             | Схвалений в Україні          |
| E938  | Аргон Argon                                                                                           |                                                                                             | Схвалений в ЄС, Україні      |
| E939  | Гелій Helium                                                                                          |                                                                                             | Схвалений в ЄС, Україні      |
| E940  | Дифтор-дихлорметан «хладон 12» Diphtor-dichlormetan                                                   |                                                                                             | Схвалений в Україні          |
| E941  | Азот Nitrogen                                                                                         | консерванти, антиокислювачі                                                                 | Схвалений в ЄС, Україні      |
| E942  | Nitrous oxide                                                                                         | Аерозоль спрей пропелент                                                                    | Схвалений в ЄС               |
| E943a | Butane                                                                                                | Аерозоль спрей пропелент                                                                    | Схвалений в ЄС               |
| E943b | Isobutane                                                                                             | Аерозоль спрей пропелент                                                                    | Схвалений в ЄС               |
| E944  | Propane                                                                                               | Аерозоль спрей пропелент                                                                    | Схвалений в ЄС               |
| E945  | Chloropentafluoroethane]                                                                              | Аерозоль спрей пропелент                                                                    |                              |
| E946  | Octafluorocyclobutane                                                                                 | Аерозоль спрей пропелент                                                                    |                              |
| E948  | Кисень                                                                                                | пакувальний газ                                                                             | Схвалений в ЄС               |
| E949  | Водень                                                                                                | пакувальний газ                                                                             | Схвалений в ЄС               |
| E950  | Ацесульфам калію Acesulfame potassium                                                                 | Підсолоджувач. Напої, десерти, морозиво, консерви плодоовочеві, джеми, желе, жувальна гумка | Схвалений в ЄС, Україні      |
| E951  | Аспартам Aspartame                                                                                    | Підсолоджувач. Напої, десерти, морозиво, консерви плодоовочеві, джеми, желе, жувальна гумка | Схвалений в ЄС, Україні      |
| E952  | Цикламова кислота та її натрієва, калієва, кальцієва солі Cuclamic acid and Na, K, Ca salts           |                                                                                             | Схвалений в ЄС, Україні      |
| E953  | Ізомальт Izomaly                                                                                      |                                                                                             | Схвалений в ЄС, в Україні    |
| E954  | Сахарин (натрієва, калієва і кальцієва солі) Saccharin (and Na, К, Ca salts)                          | Підсолоджувач. Напої, десерти, морозиво, консерви плодоовочеві, джеми, желе, жувальна гумка | Схвалений в ЄС, Україні      |
| E955  | Sucralose (Trichlorogalactosucrose)                                                                   | підсолоджувач                                                                               | Схвалений в ЄС               |
| E956  | Alitame                                                                                               | підсолоджувач                                                                               |                              |
| E957  | Thaumatin (підсолоджувач)                                                                             | поліпшувач смаку                                                                            | Схвалений в ЄС               |
| E958  | Glycyrrhizin (підсолоджувач)                                                                          | поліпшувач смаку                                                                            |                              |
| E959  | Neohesperidine dihydrochalcone (підсолоджувач)                                                        | поліпшувач смаку                                                                            | Схвалений в ЄС               |
| E960  | Стевіозид                                                                                             | Підсолоджувач. Напої, десерти, морозиво, консерви плодоовочеві, джеми, желе, жувальна гумка | Схвалений в ЄС               |
| E961  | Neotame                                                                                               | підсолоджувач                                                                               | Затверджено в ЄС у 2010 році |
| E962  | Aspartame-acesulfame salt (підсолоджувач)                                                             | стабілізатор (їжі)                                                                          | Схвалений в ЄС               |
| E965  | Мальтітол і мальтітоловий сироп Maltitol and maltitol syrup                                           |                                                                                             | Схвалений в ЄС, Україні      |
| -     | Натуральні та натурально-ідентичні ароматичні речовини                                                |                                                                                             | Схвалений в Україні          |
| E966  | Lactitol                                                                                              | підсолоджувач                                                                               | Схвалений в ЄС               |
| E967  | Xylitol                                                                                               | підсолоджувач                                                                               | Схвалений в ЄС               |
| E968  | Ксиліт Xylitol                                                                                        | зволожувач                                                                                  | Схвалений в ЄС, Україні      |
| -     | Отизон (аналог аце-сульфаму К) Otison                                                                 |                                                                                             | Схвалений в Україні          |
| -     | Сахарол Sacharol                                                                                      |                                                                                             | Схвалений в Україні          |
| E999  | Екстракт квілаї (піноутворювач) Quiliaia extracts                                                     | Спінювач. Ароматизовані безалкогольні напої на основі води                                  | Схвалений в ЄС               |

### E1000-E1599 (додаткові хімічні речовини)
| E-код | Назва/харчова добавка                                              | Застосування | Статус                     |
| ----- | ------------------------------------------------------------------ | --- | -------------------------- |
| E1000 | Cholic acid                                                        | Емульгатор |                            |
| E1001 | Холін (вітамін B4) Choline                                         | Продукти тваринного походження: яйце, печінка, нирки, м'ясо; рослинного — овес, ячмінь, соя, шпинат, капуста, пшениця |                            |
| E1100 | Амілази Amylases                                                   | стабілізатор (їжі), підсилювач смаку та аромату. Хліб, оселедці, пиво, соки, спирт, м'ясо, тверді сири                | Схвалений в Україні        |
| E1101 | Протеази Proteases                                                 | стабілізатор (їжі), підсилювач смаку та аромату.                                                                      | Схвалений в Україні        |
| E1102 | Глюкозо-оксидаза Glucose oxidase                                   | антиоксидант | Схвалений в Україні        |
| E1103 | Інвертази Invertases                                               | стабілізатор | Схвалений в ЄС, Україні    |
| E1104 | Ліпази Lipases                                                     | | Схвалений в Україні        |
| -     | Каталази Catalases                                                 | | Схвалений в Україні        |
| -     | Целюлази Zelulases                                                 | | Схвалений в Україні        |
| -     | Пектинази Pectinases                                               | | Схвалений в Україні        |
| -     | Бета-галактозидази Beta-galactosidases                             | | Схвалений в Україні        |
| -     | Глюкоамілази Glucoamylases                                         | | Схвалений в Україні        |
| E1105 | Лізоцим Lysozyme                                                   | консерванти, антиокислювачі                                                                                           | Схвалений в Україні        |
| E1200 | Polydextrose                                                       | стабілізатор (їжі), загусник, зволожувач                                                                              | Схвалений в ЄС             |
| E1201 | Polyvinylpyrrolidone                                               | стабілізатор (їжі) | Схвалений в ЄС             |
| E1202 | Polyvinylpolypyrrolidone (carrier)                                 | стабілізатор (їжі) | Схвалений в ЄС             |
| E1203 | Polyvinyl alcohol                                                  | | Затверджено в ЄС 2010 році |
| E1204 | Pullulan                                                           | | Схвалений в ЄС             |
| E1400 | Декстрин харчовий та його похідні Dextrin                          | | Схвалений в Україні        |
| E1401 | Modified starch ((Acid-treated starch) Стабілізатор (їжі))         | Загусник |                            |
| E1402 | Alkaline modified starch (Стабілізатор (їжі))                      | Загусник |                            |
| E1403 | Bleached starch (Стабілізатор (їжі))                               | Загусник |                            |
| E1404 | Модифіковані крохмалі                                              | Згущувачі, Емульгатори, стабілізатори. За технологічною необхідністю                                                  | Схвалений в ЄС, Україні    |
| E1405 | Enzyme treated starch                                              | |                            |
| E1410 | Монокрохмалю фосфат Monostarch phosphate                           | | Схвалений в ЄС, Україні    |
| E1411 | Distarch glycerol (загусник)                                       | Емульгатор |                            |
| E1412 | Дикрохмалю фосфат Distarch phosphate                               | | Схвалений в ЄС, Україні    |
| E1413 | Фосфатованого крохмалю фосфат Phosphated distarch phosphate        | | Схвалений в ЄС, Україні    |
| E1414 | Ацетильованого крохмалю фосфат Acetylated distarch phosphate       | | Схвалений в ЄС, Україні    |
| E1420 | Крохмаль ацетильований Acetyiated starch                           | | Схвалений в ЄС, Україні    |
| E1421 | Starch acetate esterified with vinyl acetate (стабілізатор (їжі))  | загусник |                            |
| E1422 | Ацетильованого крохмалю адипат Acetylated distarch adipate         | | Схвалений в ЄС, Україні    |
| E1423 | Acetylated distarch glycerol                                       | загусник |                            |
| E1430 | Distarch glycerine (стабілізатор (їжі))                            | загусник |                            |
| E1440 | Гідроксипропілен-крохмаль Hydroxy propyl starch                    | | Схвалений в ЄС, Україні    |
| E1441 | Hydroxy propyl distarch glycerine (стабілізатор (їжі))             | загусник |                            |
| E1442 | Гідроксипропілен-крохмалю фосфат Hydroxy propyl distarch phosphate | | Схвалений в ЄС, Україні    |
| E1443 | Hydroxy propyl distarch glycerol                                   | |                            |
| E1450 | Крохмалю натрійоктеніл сукцинат Starch sodium octenyl succinate    | | Схвалений в ЄС, Україні    |
| E1451 | Acetylated oxidised starch (Емульгатор)                            | загусник | Схвалений в ЄС             |
| E1452 | Starch aluminium octenyl succinate                                 | | Схвалений в ЄС             |
| E1501 | Benzylated hydrocarbons                                            | |                            |
| E1502 | Butane-1, 3-diol                                                   | |                            |
| E1503 | Рицинова олія                                                      | resolving agent |                            |
| E1504 | Етилацетат                                                         | flavour solvent |                            |
| E1505 | Triethyl citrate                                                   | стабілізатор піни | Схвалений в ЄС             |
| E1510 | Етиловий спирт                                                     | Розчинник | Схвалений в Україні        |
| E1516 | Glyceryl monoacetate                                               | flavour solvent |                            |
| E1517 | Glyceryl diacetate or diacetin                                     | flavour solvent |                            |
| E1518 | Триацетин Triacetin                                                | | Схвалений в ЄС, Україні    |
| E1519 | Benzyl alcohol                                                     | |                            |
| E1520 | Пропілен гліколь Propilene glycol                                  | | Схвалений в ЄС, Україні    |
| E1521 | Polyethylene glycol 8000                                           | | Затверджено в ЄС 2010 році |
| E1525 | Hydroxyethyl cellulose                                             | загусник |                            |